# Lassie, torna a casa (film 2020)
Lassie, torna a casa (Lassie: Eine Abenteurliche Reise) è un film del 2020 diretto da Hanno Olderdissen.
Si tratta del remake del celebre film Torna a casa, Lassie! diretto nel 1943 da Fred McLeod Wilcox.

## Trama
Florian è un ragazzo di 12 anni che vive in Baviera con il suo amato cane collie Lassie. Quando il padre Andreas perde il lavoro nella vetreria del conte Sprengel, la famiglia è costretta a trasferirsi in un appartamento dove non sono ammessi cani di grossa taglia. Per non separarsi del tutto da Lassie, Andreas la affida provvisoriamente alle cure del conte il quale la lascia con la nipotina Priscilla che la porta con sé sulla costa del Mare del Nord. Lì, però, viene trascurata e decide di scappare, affrontando un lungo viaggio verso sud per tornare da Florian. Anche il ragazzo parte alla sua ricerca, determinato a ritrovare la sua inseparabile amica.

## Distribuzione
In Italia il film è stato distribuito nelle sale cinematografiche il 1º luglio 2021 dalla Lucky Red.

## Sequel
Nel 2023 è uscito un sequel dal titolo Lassie - Una nuova avventura (Lassie - Ein neues Abenteuer) diretto dallo stesso Hanno Olderdissen e nuovamente interpretato da Nico Marischka.